# Lotus 109
La Lotus 109 è una monoposto di Formula 1 utilizzata dal Team Lotus in gran parte della stagione 1994.
Fu l'ultima vettura di Formula 1 della Lotus prima del rientro del marchio nella massima serie nel 2010 con il team Lotus Racing (poi Caterham F1) e successivamente dal 2012 con il Lotus F1 team (ex Renault F1).

## Contesto e sviluppo
Progettata da Chris Murphy, era un'evoluzione della Lotus 107. La vettura presentava fiancate squadrate, passo più corto e baricentro più basso rispetto alla precedente. La 109 era equipaggiata con il motore Mugen-Honda V10, alleggerito e con un regime di rotazione più elevato rispetto alla specifica di inizio stagione.

## Carriera agonistica
La 109 debuttò al Gran Premio di Spagna con la coppia di piloti formata da Johnny Herbert e Alessandro Zanardi, poi sostituiti nel corso della stagione da Philippe Adams, Mika Salo ed Éric Bernard. Ci furono degli sprazzi di competitività con Herbert in Belgio e a Monza, ma la mancanza di fondi limitò lo sviluppo della vettura. A fine anno il team andò in bancarotta, con un debito stimato in 23 miliardi di lire, e si ritirò dalle competizioni.

## Risultati completi
| Anno | Vettura   | Motore      | Gomme | Piloti         |  |  |  |  |     |   |     |     |     |     |     |     |    |    |    |     |  | Punti | Pos. |
| ---- | --------- | ----------- | ----- | -------------- |  |  |  |  | --- | - | --- | --- | --- | --- | --- | --- | -- | -- | -- | --- |  | ----- | ---- |
| 1994 | Lotus 109 | Mugen-Honda | G     | Johnny Herbert |  |  |  |  | Rit | 8 | 7   | 11  | Rit | Rit | 12  | Rit | 13 |    |    |     |  | 0     | -    |
| 1994 | Lotus 109 | Mugen-Honda | G     | Alex Zanardi   |  |  |  |  |     |   | Rit | Rit | Rit | 13  |     | Rit |    | 16 | 13 | Rit |  | 0     | -    |
| 1994 | Lotus 109 | Mugen-Honda | G     | Philippe Adams |  |  |  |  |     |   |     |     |     |     | Rit |     | 16 |    |    |     |  | 0     | -    |
| 1994 | Lotus 109 | Mugen-Honda | G     | Éric Bernard   |  |  |  |  |     |   |     |     |     |     |     |     |    | 18 |    |     |  | 0     | -    |
| 1994 | Lotus 109 | Mugen-Honda | G     | Mika Salo      |  |  |  |  |     |   |     |     |     |     |     |     |    |    | 10 | Rit |  | 0     | -    |